# Rhodri ab Owain Gwynedd
Rhodri ab Owain Gwynedd (1135 – 1195) è stato principe di una parte del Gwynedd, regnò dal 1170 al 1194.
Alla morte di Owain Gwynedd nel 1170, scoppiò una contesa tra i suoi diciannove figli per la divisione del regno. Rhodri e suo fratello, Dafydd ab Owain Gwynedd, legittimi figli di Owain avuti da Cristina, sconfissero e uccisero in questo stesso anno il loro fratellastro Hywel ab Owain Gwynedd a Pentraeth. Gli altri furono uccisi ed esiliati tra il 1170 e il 1174. Rhodri ottenne parte del Gwynedd, ma ben presto fu messo sotto pressione dal fratello Dafydd, che lo catturò e lo imprigionò. Nel 1175 Rhodri scappò e riuscì a scacciare Dafydd. Dafydd e Rhodri si accordarono su come spartire il regno tra di loro, con Dafydd che mantenne soltanto il territorio a est del Conwy. 
Dal 1188 il giovane nipote di Rhodri e Dafydd, Llywelyn il Grande aveva iniziato a fare pressione sui suoi zii. Rhodri fu anche messo sotto pressione dai nipoti Gruffydd e Maredydd ap Cynan, che lo scacciarono dall'Anglesey nel 1990. Rhodri si alleò allora con Reginaldo, re dell'Isola di Man, sposandone la figlia. Nel 1193, con l'aiuto di un contingente inviato dal suocero, riprese l'Anglesey, ma fu di nuovo scacciato in quello stesso anno da Gruffydd e Maredydd. Rhodri ebbe un figlio conosciuto come Thomas ap Rhodri ab Owain Gwynedd, alla cui discendenza diceva di appartenere Sir John Wynn. Rhodri morì nel 1195.